# Operacija Tiger (1941)
Operacija Tiger je bila velika britanska logistična vojaška operacija druge svetovne vojne, ki se je končala 12. maja 1941. Tega dne je v Aleksandrijo prispel ladijski konvoj, ki je prinesel na afriško fronto 238 tankov in 43 lovskih letal.
Konvoj je na poti prestal več napadov, pri čemer je izgubil le eno tovorno ladjo.